# まるたか生鮮市場
まるたか生鮮市場（英: Marutaka Shoji Co.,Ltd.）は、丸高商事株式会社が運営している長崎県諫早市に本部を持つスーパーマーケット。

## 概要
1947年（昭和22年）に卸売業として丸高商事株式会社が創業。1953年（昭和28年）に諫早栄町店オープン、小売業となる。
本社がある長崎県に加え、かつては福岡県にも展開していたが、2013年（平成25年）9月25日に福岡の粕屋店が閉店したため、現在は長崎県内のみの展開となった。19店舗を展開している（2020年5月28日確認）。

## 沿革
- 1947年
  - 11月 - 丸髙商事株式会社設立（卸売業)
- 1953年
  - 10月 - 諌早栄町店オープン（小売業に転換）
- 1957年
  - 6月 - 大村駅通店移転
- 1959年
  - 10月 - 諌早駅前店オープン
- 1973年
  - 11月 - 長崎山里店オープン
- 1977年
  - 5月 - 長崎稲佐店オープン
- 1979年
  - 1月 - 大村駅通店オープン
- 1981年
  - 12月 - 長崎館内店オープン
- 1990年
  - 12月 - 諌早 幸町店オープン
- 1994年
  - 7月 - 大村 富の原店オープン
- 1997年
  - 4月 - 長崎 小江原店オープン
- 1998年
  - 5月 - 諌早 小野店オープン
  - 7月 - 諌早 駅前店移転オープン
- 2000年
  - 7月 - 佐世保 もみじが丘店オープン
  - 10月 -佐世保 早岐店オープン
  - 11月 - 諫早 多良見店オープン
  - 10月 - 大村 三城店オープン
  - 12月 - 諫早 幸町店移転オープン
  - 10月 - 島原 有明店オープン
- 2006年
  - 5月 - 諫早 アエルまるたかオープン
- 2007年
  - 4月 - 大村 富の原店移転オープン
  - 7月 - 長崎 フレッシュハウス鍛冶屋町店オープン
- 2008年
  - 3月 - 長崎 西町店オープン
  - 11月 - 大村 池田店オープン
- 2009年
  - 6月 - 諫早 小野店移転オープン
  - 10月 - 長崎 フレッシュハウス2 観光通り店オープン
- 2011年
  - 1月 - 長崎県初「ネットスーパー」オープン
  - 2月 - 「まるたか生鮮市場 駅前店」→「D+まるたか」としてオープン
  - 4月 - 長崎 東長崎店オープン
- 2013年
  - 4月 - 長崎　矢の平店オープン
- 2014年
  - 9月「D+まるたか」→「まるたか生鮮市場 駅前店」としてオープン
- 2015年
  - 12月 - 諫早 多良見店 移転オープン
- 2016年
  - 10月 - 佐世保 もみじが丘店 リニューアルオープン
- 2017年
  - 3月 - 諫早 幸町店 リニューアルオープン
  - 9月 - 大村 三城店 リニューアルオープン
- 2018年
  - 10月 - 長崎 西町店 リニューアルオープン
- 2019年
  - 5月 - 長崎 稲佐店 リニューアルオープン
- 2020年
  - 7月 - 佐世保 早岐店 リニューアルオープン

## クレジットカードへの対応
まるたか各店舗においては、Visa/MasterCard/JCBの主要3ブランドが2014年頃から利用可能になっている。
また、カード会社発行のギフトカードにおいてもJCBギフトカードが利用可能。
ネットスーパーにおいてはクレジットカードに加えて電子マネー(ヤマト運輸準拠)にも対応。

## 店舗

### 諫早地区
- 幸町店（諫早市以下同じ）
- 駅前店
- 小野店
- アエルまるたか
- 多良見店

### 長崎地区
- 小江原店（長崎市以下同じ）
- 稲佐店
- 西町店
- 鍛冶屋町店
- 観光通り店
- 東長崎店
- 矢の平店

### 大村地区
- 富の原店（大村市以下同じ）
- 池田店
- 三城店

### 佐世保地区
- 早岐店（佐世保市以下同じ）
- もみじが丘店

### 南高地区
- 有明店（島原市）